# Val-d’Oise
Val-d’Oise (IPA: [valˈdwaz]) Franciaország egyik megyéje Île-de-France régió északi részén, melyet - míg a megyék többségét 1790-ben, ezt csak - 1968-ban alakítottak ki.

## Elhelyezkedése
A Franciaország középső részén, Île-de-France régióban található megyét keletről Seine-et-Marne, délről Seine-Saint-Denis, Hauts-de-Seine és Yvelines, nyugatról Eure, északról pedig Oise megyék határolják.

## Települések
A megye legnagyobb települései és lakosságuk száma 2011-ben:
| Település             | Népesség |
| --------------------- | -------- |
| Argenteuil            | 103 125  |
| Sarcelles             | 58 614   |
| Cergy                 | 56 988   |
| Garges-lès-Gonesse    | 40 012   |
| Franconville          | 33 097   |
| Goussainville         | 30 996   |
| Pontoise              | 29 885   |
| Bezons                | 28 330   |
| Ermont                | 27 446   |
| Villiers-le-Bel       | 26 736   |
| Gonesse               | 26 356   |
| Taverny               | 26 144   |
| Herblay               | 26 016   |
| Sannois               | 26 090   |
| Eaubonne              | 24 062   |
| Saint-Ouen-l’Aumône   | 23 608   |
| Cormeilles-en-Parisis | 23 038   |

## Galéria

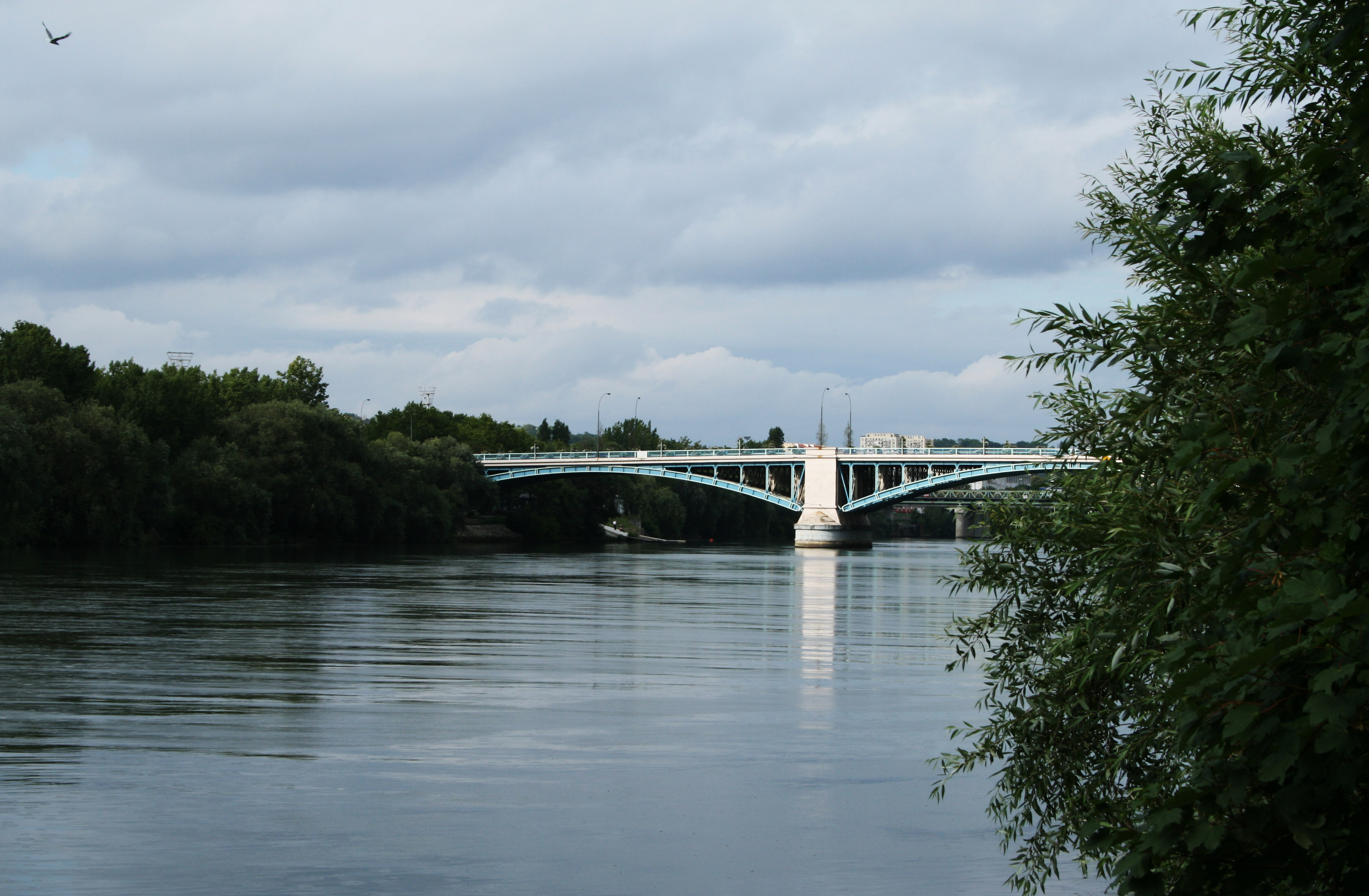
Argenteuil
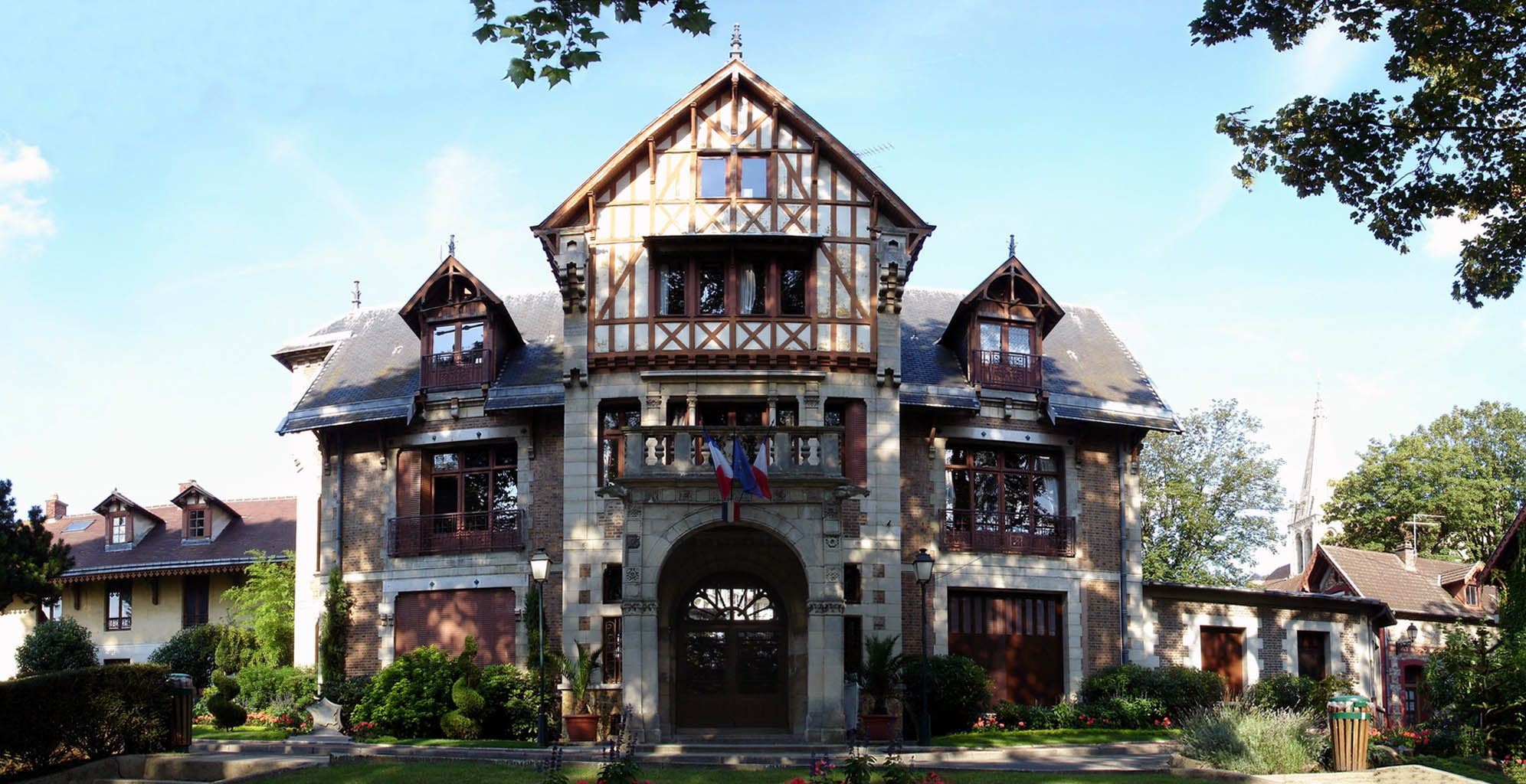
Sarcelles
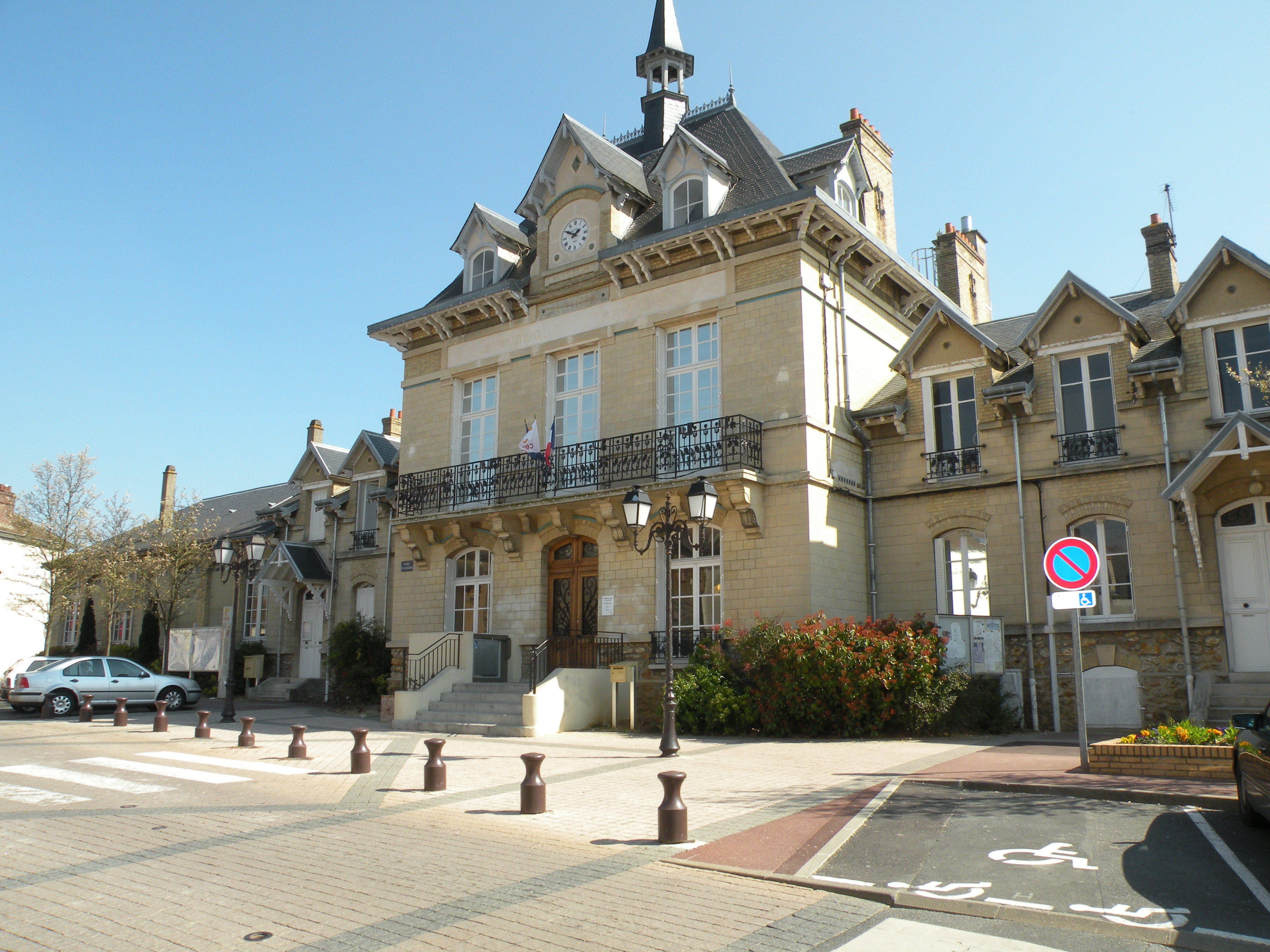
Cergy
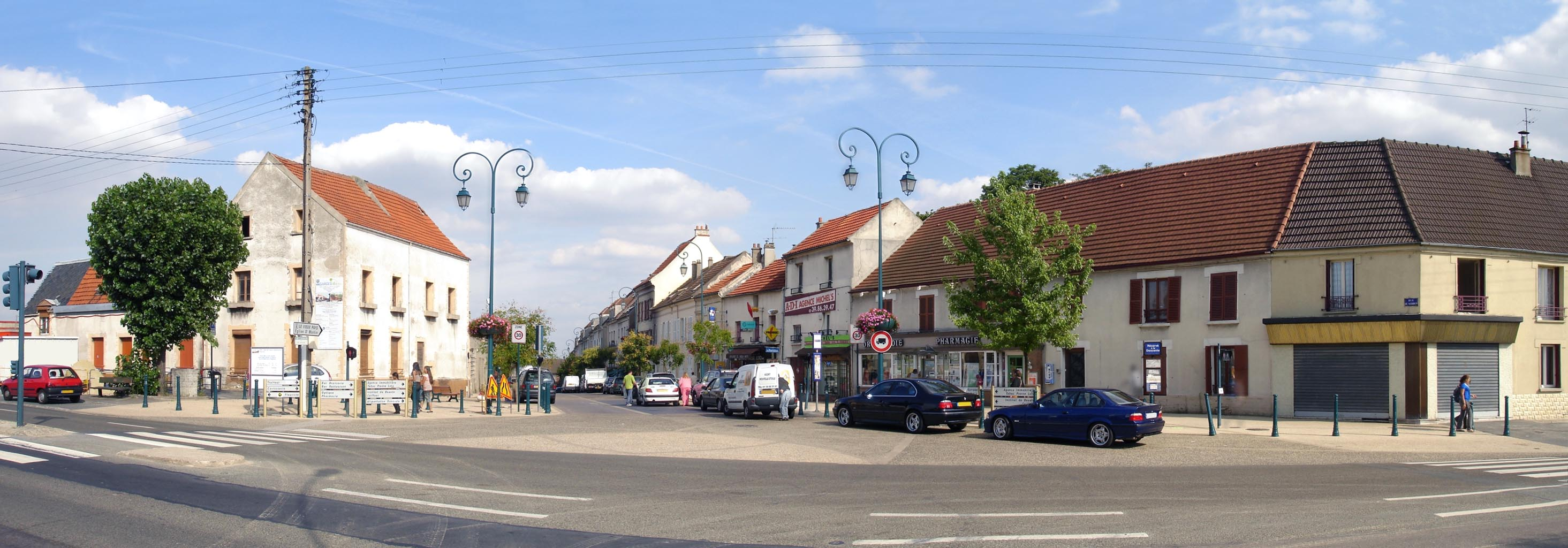
Garges-lès-Gonesse